# لیگ قهرمانان کونکاکاف ۱۰–۲۰۰۹
لیگ قهرمانان کونکاکاف ۱۰–۲۰۰۹ چهل و پنجمین دوره لیگ قهرمانان کونکاکاف، مسابقات بین‌المللی فوتبال باشگاهی سالانه بود که در منطقه کونکاکاف (آمریکای شمالی، آمریکای مرکزی و دریای کارائیب) برگزار شد. این دومین دوره مسابقات بود با نام لیگ قهرمانان کونکاکاف بود.
مسابقات در ۲۸ ژوئیه ۲۰۰۹ آغاز شد و تا ۲۸ آوریل ۲۰۱۰ ادامه یافت. هر چهار تیم مکزیکی در صدر گروه‌های خود قرار گرفتند و به نیمه نهایی رسیدند و پاچوکا بعد از تساوی ۲–۲ در فینال مقابل کروز آزول، بر اساس قانون گل‌های خارج از خانه، قهرمان شد. به عنوان قهرمان، پاچوکا به عنوان نماینده کونکاکاف به جام باشگاه‌های جهان ۲۰۱۰ راه یافت. آتلانتی مدافع عنوان قهرمانی بود، اما به مسابقات راه نیافت و نتوانست از عنوان خود دفاع کند.

## نحوه صلاحیت
۲۴ تیم در لیگ قهرمانان کونکاکاف ۱۰–۲۰۰۹ از مناطق آمریکای شمالی، آمریکای مرکزی و کارائیب شرکت کردند. ۹ تیم از آمریکای شمالی، ۱۲ تیم از آمریکای مرکزی و ۳ تیم از کارائیب بودند. با این حال، پس از مشکلات در مسابقات سال قبل، کونکاکاف تصمیم گرفت که تیم‌ها در صورت نداشتن ورزشگاهی برای مسابقات که کونکاکاف مناسب می‌داند، محروم و جایگزین شوند.
- آمریکای مرکزی: ۱۲ باشگاه از آمریکای مرکزی می‌توانند به لیگ قهرمانان کونکاکاف راه پیدا کنند. اگر یک یا چند باشگاه ممنوع شوند، باشگاهی از یک فدراسیون دیگر آمریکای مرکزی جایگزین آنها خواهد شد. تخصیص مجدد بر اساس نتایج لیگ قهرمانان کونکاکاف ۰۹–۲۰۰۸ بود.
- کارائیب: اگر هر باشگاهی از کارائیب محروم شود، جای آنها را تیم چهارم "جام باشگاه‌های کارائیب ۲۰۰۹" خواهد گرفت.

همچنین، در پاسخ به شلوغی مسابقات در طول مسابقات سال قبل، نمایندگان آمریکای مرکزی که از طریق فصل‌های تقسیم شده واجد شرایط هستند، دیگر صرفاً برای تعیین اینکه کدام تیم به مرحله گروهی راه پیدا می‌کند، به مرحله پلی‌آف نخواهند رسید. در کشورهایی که به طور منظم برای تعیین یک قهرمان ملی در پلی آف بازی می‌کنند، این مسابقات طبق روال معمول ادامه خواهد داشت. برای کسانی که این کار را انجام نمی‌دهند، مجموع امتیازات در هر دو فصل و معیارهای تساوی، تعیین می‌کند که کدام تیم بدون انجام بازی‌های اضافی وارد مرحله گروهی می‌شود.

### تخصیص مجدد سهمیه‌ها
در ۱۲ مه ۲۰۰۹ اعلام شد که بلیز به دلیل ناتوانی فدراسیون بلیز در برآورده کردن حداقل الزامات کونکاکاف در مورد امکانات ورزشگاه، تنها صلاحیت خود را به هندوراس از دست داده است. جایگاه خالی شده توسط بلیز به هندوراس (به دلیل عملکرد برتر تیم های اتحادیه آنها در لیگ قهرمانان کونکاکاف ۰۹–۲۰۰۸) تعلق گرفت و مجموع تیم‌های آنها به سه باشگاه افزایش یافت.
تغییر دوم در ۹ ژوئن زمانی که مشخص شد رئال استیلی نیکاراگوئه مکان مناسبی برای میزبانی یک مسابقه باشگاهی کونکاکاف ندارد، رخ داد. سهمیه نیکاراگوئه در ابتدا قرار بود به تیم سومی از پاناما داده شود، اما پاناما فقط یک ورزشگاه تایید شده داشت که طبق قوانین کونکاکاف به این معنی بود که فقط دو باشگاه پانامایی می‌توانستند میزبان مسابقات باشند. بنابراین، پیشنهاد به تیم سوم از کاستاریکا، هردیانو، بالاترین غیرقهرمان از ترکیب فصل‌های زمستانی ۲۰۰۸ و تابستانی ۲۰۰۹ تعلق گرفت. در ابتدا، بین کاستاریکا، السالوادور و گواتمالا، بر اساس نتایج لیگ قهرمانان کونکاکاف ۰۹–۲۰۰۸، برای گرفتن سهمیه نیکاراگوئه، تساوی وجود داشت. بنابراین، مقامات کونکاکاف از نتایج مسابقات قبلی کونکاکاف استفاده کردند تا تساوی را بشکنند، که ثابت کرد کاستاریکا از نظر تاریخی قوی‌ترین نماینده را دارد.
در ۱۰ ژوئیه ۲۰۰۹ کونکاکاف اعلام کرد که لوئیس آنخل فیرپو از السالوادور به دلیل ناکامی باشگاه چلتننگو در امضا و بازگرداندن توافقنامه مشارکت مورد نیاز، به جای آنها دعوت شد. فیرپو به عنوان تیمی انتخاب شد که در بین نایب قهرمانان مسابقات قهرمانی فصل‌های آغازین و پایانی السالوادور دارای دومین رکورد برتر تجمعی بود.

### تیم‌ها
تیم‌هایی که پررنگ هستند به طور مستقیم به مرحله گروهی راه پیدا می‌کنند.
| انجمن                  | باشگاه                | نحوه صعود                                     |
| آمریکای شمالی (۹ تیم)  | آمریکای شمالی (۹ تیم) | آمریکای شمالی (۹ تیم)                         |
| ---------------------- | --------------------- | --------------------------------------------- |
| مکزیک ۴ سهمیه          | تولوکا                | قهرمان فصل پایانی ۲۰۰۸                        |
| مکزیک ۴ سهمیه          | اونام                 | قهرمان فصل آغازین ۲۰۰۹                        |
| مکزیک ۴ سهمیه          | کروز آزول             | نایب قهرمان فصل پایانی ۲۰۰۸                   |
| مکزیک ۴ سهمیه          | پاچوکا                | نایب قهرمان فصل آغازین ۲۰۰۹                   |
| ایالات متحده ۴ سهمیه   | کلمبوس کرو            | قهرمان ساپورترز شیلد ۲۰۰۸ و جام ام‌ال‌اس ۲۰۰۸   |
| ایالات متحده ۴ سهمیه   | هیوستون دینامو        | نایب قهرمان ساپورترز شیلد ۲۰۰۸                |
| ایالات متحده ۴ سهمیه   | نیویورک رد بولز       | نایب قهرمان جام ام‌ال‌اس ۲۰۰۸                   |
| ایالات متحده ۴ سهمیه   | دی‌سی یونایتد          | قهرمان جام یو اس اوپن ۲۰۰۸                    |
| کانادا ۱ سهمیه         | تورنتو                | قهرمان مسابقات قهرمانی کانادا ۲۰۰۹            |
| آمریکای مرکزی (۱۲ تیم) |                       |                                               |
| کاستاریکا ۳ سهمیه      | ساپریسا               | قهرمان فصل زمستانی ۲۰۰۸                       |
| کاستاریکا ۳ سهمیه      | لیبریا میا            | قهرمان فصل تابستانی ۲۰۰۹                      |
| کاستاریکا ۳ سهمیه      | هردیانو               | نایب قهرمان فصل تابستانی ۲۰۰۹                 |
| هندوراس ۳ سهمیه        | ماراتن                | قهرمان فصل پایانی ۲۰۰۸                        |
| هندوراس ۳ سهمیه        | المپیا                | قهرمان فصل آغازین ۲۰۰۹                        |
| هندوراس ۳ سهمیه        | رئال اسپانیا          | نایب قهرمان فصل پایانی ۲۰۰۸ و فصل آغازین ۲۰۰۹ |
| گواتمالا ۲ سهمیه       | کامیونیکیشنس          | قهرمان فصل پایانی ۲۰۰۸                        |
| گواتمالا ۲ سهمیه       | خالاپا                | قهرمان فصل آغازین ۲۰۰۹                        |
| السالوادور ۲ سهمیه     | ایسیدرو متاپان        | قهرمان فصل پایانی ۲۰۰۸ و فصل آغازین ۲۰۰۹      |
| السالوادور ۲ سهمیه     | لوئیس آنخل فیرپو      | نایب قهرمان فصل آغازین ۲۰۰۹                   |
| پاناما ۲ سهمیه         | عربه یونیدو           | قهرمان فصل پایانی ۲۰۰۸                        |
| پاناما ۲ سهمیه         | سان فرانسیسکو         | قهرمان فصل آغازین ۲۰۰۹                        |
| کارائیب (۳ تیم)        |                       |                                               |
| ترینیداد و توباگو      | دبلیو کانکشن          | قهرمان جام باشگاه‌های کارائیب ۲۰۰۹             |
| ترینیداد و توباگو      | سن خوان جابلوته       | رتبه سوم جام باشگاه‌های کارائیب ۲۰۰۹           |
| پورتوریکو              | پورتوریکو آیلندرز     | نایب قهرمان جام باشگاه‌های کارائیب ۲۰۰۹        |

## فرمت
یک دور مقدماتی برای ۱۶ باشگاه برگزار شد که ۸ برنده به مرحله گروهی صعود کردند. هشت تیم دیگر به آنها پیوستند که مستقیماً به مرحله گروهی راه یافتند. باشگاه‌های حاضر در مرحله گروهی در چهار گروه چهار تیمی قرار گرفتند که هر تیم با سایر تیم‌های گروه خود به صورت رفت و برگشت بازی می‌کند. دو تیم برتر هر گروه به مرحله حذفی صعود خواهند کرد که به صورت رفت و برگشت برگزار می‌شود. همچنین، برخلاف جام قهرمانان کونکاکاف که قبلاً مورد رقابت قرار گرفته بود، قانون گل‌های خارج از خانه در لیگ قهرمانان کونکاکاف استفاده می‌شود، اما پس از تساوی به وقت‌های اضافه اعمال نمی‌شود.
| مرحله گروهی   | مرحله گروهی  | مرحله گروهی      | مرحله گروهی       | مرحله گروهی     |
| ------------- | ------------ | ---------------- | ----------------- | --------------- |
| گلدان A       | تولوکا       | اونام            | کلمبوس کرو        | هیوستون دینامو  |
| گلدان B       | ساپریسا      | ماراتن           | کامیونیکیشنس      | ایسیدرو متاپان  |
| مرحله مقدماتی |              |                  |                   |                 |
| گلدان A       | کروز آزول    | پاچوکا           | نیویورک رد بولز   | دی‌سی یونایتد    |
| گلدان A       | لیبریا میا   | المپیا           | سان فرانسیسکو     | تورنتو          |
| گلدان B       | رئال اسپانیا | لوئیس آنخل فیرپو | خالاپا            | عربه یونیدو     |
| گلدان B       | هردیانو      | دبلیو کانکشن     | پورتوریکو آیلندرز | سن خوان جابلوته |

## برنامه مسابقات
| دور           | دور           | تاریخ قرعه کشی                       | بازی رفت                | بازی برگشت              |
| ------------- | ------------- | ------------------------------------ | ----------------------- | ----------------------- |
| مرحله مقدماتی | مقدماتی       | ۱۱ ژوئن ۲۰۰۹ (نیویورک, ایالات متحده) | ۲۸–۳۰ ژوئیه ۲۰۰۹        | ۴–۶ اوت ۲۰۰۹            |
| مرحله گروهی   | هفته ۱        | ۱۱ ژوئن ۲۰۰۹ (نیویورک, ایالات متحده) | ۱۸–۲۰ اوت ۲۰۰۹          | ۱۸–۲۰ اوت ۲۰۰۹          |
| مرحله گروهی   | هفته ۲        | ۱۱ ژوئن ۲۰۰۹ (نیویورک, ایالات متحده) | ۲۵–۲۷ اوت ۲۰۰۹          | ۲۵–۲۷ اوت ۲۰۰۹          |
| مرحله گروهی   | هفته ۳        | ۱۱ ژوئن ۲۰۰۹ (نیویورک, ایالات متحده) | ۱۵–۱۷ سپتامبر ۲۰۰۹      | ۱۵–۱۷ سپتامبر ۲۰۰۹      |
| مرحله گروهی   | هفته ۴        | ۱۱ ژوئن ۲۰۰۹ (نیویورک, ایالات متحده) | ۲۲–۲۴ سپتامبر ۲۰۰۹      | ۲۲–۲۴ سپتامبر ۲۰۰۹      |
| مرحله گروهی   | هفته ۵        | ۱۱ ژوئن ۲۰۰۹ (نیویورک, ایالات متحده) | ۲۹ سپتامبر–۱ اکتبر ۲۰۰۹ | ۲۹ سپتامبر–۱ اکتبر ۲۰۰۹ |
| مرحله گروهی   | هفته ۶        | ۱۱ ژوئن ۲۰۰۹ (نیویورک, ایالات متحده) | ۲۰–۲۲ اکتبر ۲۰۰۹        | ۲۰–۲۲ اکتبر ۲۰۰۹        |
| مرحله قهرمانی | یک‌چهارم نهایی | ۱۷ نوامبر ۲۰۰۹                       | ۹–۱۱ مارس ۲۰۱۰          | ۱۶–۱۸ مارس ۲۰۱۰         |
| مرحله قهرمانی | نیمه نهایی    | ۱۷ نوامبر ۲۰۰۹                       | ۳۰–۳۱ مارس ۲۰۱۰         | ۶–۷ آوریل ۲۰۱۰          |
| مرحله قهرمانی | فینال         | ۱۷ نوامبر ۲۰۰۹                       | ۲۱ آوریل ۲۰۱۰           | ۲۸ آوریل ۲۰۱۰           |

## مرحله مقدماتی
قرعه کشی مرحله مقدماتی در ۱۱ ژوئن ۲۰۰۹ در مقر کونکاکاف در شهر نیویورک برگزار شد. بازی‌های رفت مرحله مقدماتی هفته ۲۸ ژوئیه ۲۰۰۹ و بازی‌های برگشت در هفته ۴ اوت ۲۰۰۹ انجام شد. مسابقات یک ماه زودتر از فصل قبل انجام شد. برنامه مرحله مقدماتی در ۱۶ ژوئن، پنج روز پس از قرعه کشی اعلام شد.
| تیم ۱         | نتیجه‌نهایی  | تیم ۲             | بازی رفت | بازی برگشت |
| ------------- | ----------- | ----------------- | -------- | ---------- |
| سان فرانسیسکو | ۲–۳         | سن خوان جابلوته   | ۲–۰      | ۰–۳        |
| پاچوکا        | ۱۰–۱        | خالاپا            | ۳–۰      | ۷–۱        |
| دبلیو کانکشن  | ۴–۳         | نیویورک رد بولز   | ۲–۲      | ۲–۱        |
| المپیا        | ۲–۲ (گ.ز.)  | عربه یونیدو       | ۲–۱      | ۰–۱        |
| هردیانو       | ۲–۶         | کروز آزول         | ۲–۶      | ۰–۰        |
| دی‌سی یونایتد  | ۲–۲ (۵–۴ پ) | لوئیس آنخل فیرپو  | ۱–۱      | ۱–۱        |
| لیبریا میا    | ۳–۶         | رئال اسپانیا      | ۳–۰      | ۰–۶        |
| تورنتو        | ۰–۱         | پورتوریکو آیلندرز | ۰–۱      | ۰–۰        |

## مرحله گروهی
مرحله گروهی در ۶ دور در طی اوت تا اکتبر ۲۰۰۹ انجام شد. هفته‌ها در ۱۸ تا ۲۰ اوت، ۲۵ تا ۲۷ اوت، ۱۵ تا ۱۷ سپتامبر، ۲۲ تا ۲۴ سپتامبر، ۲۹ سپتامبر تا ۱ اکتبر و ۲۰ تا ۲۲ اکتبر برگزار شدند.

### گروه A
| باشگاه         | ب | پ | م | ب | گ‌ز | گ‌خ | ت   | ام |
| -------------- | - | - | - | - | -- | -- | --- | -- |
| پاچوکا         | ۶ | ۵ | ۰ | ۱ | ۱۵ | ۴  | ۱۱+ | ۱۵ |
| عربه یونیدو    | ۶ | ۳ | ۱ | ۲ | ۱۳ | ۹  | ۴+  | ۱۰ |
| هیوستون دینامو | ۶ | ۲ | ۱ | ۳ | ۹  | ۸  | ۱+  | ۷  |
| ایسیدرو متاپان | ۶ | ۱ | ۰ | ۵ | ۳  | ۱۹ | ۱۶− | ۳  |

### گروه B
| باشگاه          | ب | پ | م | ب | گ‌ز | گ‌خ | ت   | ام |
| --------------- | - | - | - | - | -- | -- | --- | -- |
| تولوکا          | ۶ | ۴ | ۱ | ۱ | ۱۵ | ۴  | ۱۱+ | ۱۳ |
| ماراتن          | ۶ | ۴ | ۰ | ۲ | ۱۲ | ۱۴ | ۲−  | ۱۲ |
| دی‌سی یونایتد    | ۶ | ۳ | ۱ | ۲ | ۱۲ | ۸  | ۴+  | ۱۰ |
| سن خوان جابلوته | ۶ | ۰ | ۰ | ۶ | ۴  | ۱۷ | ۱۳− | ۰  |

### گروه C
| باشگاه            | ب | پ | م | ب | گ‌ز | گ‌خ | ت   | ام |
| ----------------- | - | - | - | - | -- | -- | --- | -- |
| کروز آزول         | ۶ | ۵ | ۱ | ۰ | ۱۶ | ۴  | ۱۲+ | ۱۶ |
| کلمبوس کرو        | ۶ | ۲ | ۲ | ۲ | ۵  | ۹  | ۴−  | ۸  |
| ساپریسا           | ۶ | ۱ | ۲ | ۳ | ۶  | ۸  | ۲−  | ۵  |
| پورتوریکو آیلندرز | ۶ | ۰ | ۳ | ۳ | ۶  | ۱۲ | ۶−  | ۳  |

### گروه D
| باشگاه       | ب | پ | م | ب | گ‌ز | گ‌خ | ت  | ام |
| ------------ | - | - | - | - | -- | -- | -- | -- |
| اونام        | ۶ | ۴ | ۱ | ۱ | ۱۵ | ۶  | ۹+ | ۱۳ |
| کامیونیکیشنس | ۶ | ۳ | ۰ | ۳ | ۶  | ۸  | ۲− | ۹  |
| دبلیو کانکشن | ۶ | ۲ | ۱ | ۳ | ۱۰ | ۹  | ۱+ | ۷  |
| رئال اسپانیا | ۶ | ۲ | ۰ | ۴ | ۶  | ۱۴ | ۸− | ۶  |

## مرحله قهرمانی
قرعه کشی مرحله قهرمانی در ۱۷ نوامبر انجام شد.

### نمودار
|  | یک‌چهارم نهایی | یک‌چهارم نهایی | یک‌چهارم نهایی | یک‌چهارم نهایی | یک‌چهارم نهایی |   |        | نیمه نهایی | نیمه نهایی | نیمه نهایی | نیمه نهایی | نیمه نهایی |  |  | فینال     | فینال     | فینال | فینال | فینال |
|  |               |               |               |               |               |   |        |            |            |            |            |            |  |  |           |           |       |       |       |
|  | ماراتن        | ماراتن        | ۲             | ۱             | ۳             |   |        |            |            |            |            |            |  |  |           |           |       |       |       |
|  | اونام         | اونام         | ۰             | ۶             | ۶             |   |        |            |            |            |            |            |  |  |           |           |       |       |       |
|  | اونام         | اونام         | ۰             | ۶             | ۶             |   | اونام  | اونام      | ۱          | ۰          | ۱          |            |  |  |           |           |       |       |       |
|  |               |               |               |               |               |   | اونام  | اونام      | ۱          | ۰          | ۱          |            |  |  |           |           |       |       |       |
|  |               | کروز آزول     | کروز آزول     | ۰             | ۵             | ۵ |        |            |            |            |            |            |  |  |           |           |       |       |       |
|  | عربه یونیدو   | عربه یونیدو   | کروز آزول     | ۰             | ۵             | ۵ | ۰      | ۰          | ۰          |            |            |            |  |  |           |           |       |       |       |
|  | عربه یونیدو   | عربه یونیدو   |               |               |               |   | ۰      | ۰          | ۰          |            |            |            |  |  |           |           |       |       |       |
|  | کروز آزول     | کروز آزول     | ۱             | ۳             | ۴             |   |        |            |            |            |            |            |  |  |           |           |       |       |       |
|  |               |               |               |               |               |   |        |            |            |            |            |            |  |  | کروز آزول | کروز آزول | ۲     | ۰     | ۲     |
|  |               |               | پاچوکا (گ.ز.) | پاچوکا (گ.ز.) | ۱             | ۱ | ۲      |            |            |            |            |            |  |  |           |           |       |       |       |
|  | کلمبوس کرو    | کلمبوس کرو    | ۲             | ۲             | ۴             |   |        |            |            |            |            |            |  |  |           |           |       |       |       |
|  | تولوکا        | تولوکا        | ۲             | ۳             | ۵             |   |        |            |            |            |            |            |  |  |           |           |       |       |       |
|  | تولوکا        | تولوکا        | ۲             | ۳             | ۵             |   | تولوکا | تولوکا     | ۱          | ۰          | ۱          |            |  |  |           |           |       |       |       |
|  |               |               |               |               |               |   | تولوکا | تولوکا     | ۱          | ۰          | ۱          |            |  |  |           |           |       |       |       |
|  |               | پاچوکا        | پاچوکا        | ۱             | ۱             | ۲ |        |            |            |            |            |            |  |  |           |           |       |       |       |
|  | کامیونیکیشنس  | کامیونیکیشنس  | پاچوکا        | ۱             | ۱             | ۲ | ۱      | ۱          | ۲          |            |            |            |  |  |           |           |       |       |       |
|  | کامیونیکیشنس  | کامیونیکیشنس  |               |               |               |   | ۱      | ۱          | ۲          |            |            |            |  |  |           |           |       |       |       |
|  | پاچوکا        | پاچوکا        | ۱             | ۲             | ۳             |   |        |            |            |            |            |            |  |  |           |           |       |       |       |

### یک‌چهارم نهایی
بازی‌های رفت مرحله یک‌چهارم نهایی از ۹ تا ۱۱ مارس ۲۰۱۰ برگزار شد، در حالی که بازی‌های برگشت از ۱۶ تا ۱۸ مارس ۲۰۱۰ برگزار شد.
| تیم ۱        | نتیجه‌نهایی | تیم ۲     | بازی رفت | بازی برگشت |
| ------------ | ---------- | --------- | -------- | ---------- |
| کامیونیکیشنس | ۲–۳        | پاچوکا    | ۱–۱      | ۱–۲        |
| کلمبوس کرو   | ۴–۵        | تولوکا    | ۲–۲      | ۲–۳        |
| ماراتن       | ۳–۶        | اونام     | ۲–۰      | ۱–۶        |
| عربه یونیدو  | ۰–۴        | کروز آزول | ۰–۱      | ۰–۳        |

### نیمه نهایی
بازی‌های رفت مرحله نیمه نهایی از ۳۰ تا ۳۱ مارس ۲۰۱۰ برگزار شد، در حالی که بازی‌های برگشت از ۶ تا ۷ آوریل ۲۰۱۰ برگزار شد.
| تیم ۱  | نتیجه‌نهایی | تیم ۲     | بازی رفت | بازی برگشت |
| ------ | ---------- | --------- | -------- | ---------- |
| اونام  | ۱–۵        | کروز آزول | ۱–۰      | ۰–۵        |
| تولوکا | ۱–۲        | پاچوکا    | ۱–۱      | ۰–۱        |

### فینال
بازی رفت فینال ۲۱ آوریل ۲۰۱۰ برگزار شد، در حالی که بازی برگشت در ۲۸ آوریل ۲۰۱۰ برگزار شد
| تیم ۱     | نتیجه‌نهایی | تیم ۲  | بازی رفت | بازی برگشت |
| --------- | ---------- | ------ | -------- | ---------- |
| کروز آزول | ۲–۲ (گ.ز.) | پاچوکا | ۲–۱      | ۰–۱        |

| قهرمان لیگ قهرمانان کونکاکاف ۱۰–۲۰۰۹ |
| ------------------------------------ |
| مکزیک                                |
| پاچوکا چهارمین عنوان                 |

## گلزنان برتر
| رتبه | نام               | باشگاه       | گل |
| ---- | ----------------- | ------------ | -- |
| ۱    | اولیسس مندیویل    | پاچوکا       | ۹  |
| ۲    | اورلاندو رودریگز  | عربه یونیدو  | ۸  |
| ۳    | خاویر اوروزکو     | کروز آزول    | ۵  |
| ۳    | جاناتان فانیا     | دبلیو کانکشن | ۵  |
| ۳    | کارلوس پاوون      | رئال اسپانیا | ۵  |
| ۳    | رولاندو فونسکا    | کامیونیکیشنس | ۵  |
| ۳    | پابلو زبایوس      | کروز آزول    | ۵  |
| ۳    | ادگار بنیتز       | پاچوکا       | ۵  |
| ۹    | پل آگویلار        | پاچوکا       | ۴  |
| ۹    | داگلاس سیتانو     | رئال اسپانیا | ۴  |
| ۹    | کریستین گومز      | دی‌سی یونایتد | ۴  |
| ۹    | فرانسیسکو پالنسیا | اونام        | ۴  |